# Entedon setifrons
Entedon setifrons är en stekelart som beskrevs av Askew 1991. Entedon setifrons ingår i släktet Entedon och familjen finglanssteklar.
Artens utbredningsområde är Tyskland. Inga underarter finns listade i Catalogue of Life.